# La Celle-sur-Morin
La Celle-sur-Morin é uma comuna francesa localizada na região administrativa da Île-de-France, no departamento Sena e Marne. A comuna possui 951 habitantes segundo o censo de 1990.